# لوف فلسطيني
اللوف الفلسطيني (باللاتينية: Arum palaestinum) أحد الأنواع في جنس اللوف الذي يتبع الفصيلة القلقاسية من أحاديات الفلقة.

يعتبر اللوف الفلسطيني نوع من الأنواع
العشبية المزهرة المعمرة في أسرة النباتات اللوفية وجنس اللوف (المعروف أيضا باسم كالا السوداء، زنبق سليمان، غطاء الكاهن، وكاردي)، موطنه الأصلي هو بلاد الشام وأجزاء أخرى حول حوض البحر الأبيض المتوسط، ويتواجد أيضا في مناطق خارج نطاق موطنه الاصلي من بعد ان تم زراعته بها، مثلا في أمريكا الشمالية وشمال إفريقيا وأوروبا وغرب آسيا وأستراليا، تضم عائلة أراكيا نباتات معروفة أخرى مثل أنثوريوم وكالاديوم وفيلوديندرون (اسماءها باللاتيني). 

اللوف الفلسطيني معروف بسبب استعمالاته عبر التاريخ الطويل في الشرق الأوسط كمصدر غذاء وبسبب استخدامه في الطب التقليدي في الشرق الأوسط أيضا.

## الموئل والانتشار
يتواجد هذا النبات في المناطق الجبلية في بلاد الشام
، وتعتبر البلاد هذه موطنه الأصلي بالإضافة لأجزاء أخرى حول حوض البحر الأبيض المتوسط، ويتواجد هذا النبات أيضا في مناطق خارج نطاق موطنه الاصلي من بعد ان تم زراعته بها، مثلا في أمريكا الشمالية وشمال إفريقيا وأوروبا وغرب آسيا وأستراليا.

## الوصف النباتي
لون غمد الزهرة هو بنفسجي غامق إلى أسود.

ينمو اللوف الفلسطيني لعلو حوالي 10–25 سنتيمتر (0.33–0.82 قدم). تزهر هذه النباتات في فصل الربيع، بين شهري مارس وأبريل، وهو الوقت الذي يتم التعرف عليها بسهولة عن طريق الطلع ذو اللون الأرجواني-الأسود الداكن الخاص بها، والذي يكون محاط بقنابة لونها بني-حمراوي، وهي عبارة عن ورقة خاصة مستقلة وكبيرة شكلها كشكل البوق. اللوف الفلسطيني هو نبات معمر واوراقه لونها اخضر فاتح، وعرضها ضيق، وشكلها منتصب وتكون ذات لون أسود-أرجواني نوعا ما. الجذر هو درني. 

مثل النباتات الأخرى التابعة لنبات جنس اللوف، هذا النبات يعطي رائحة تجذب الذباب، الذي يوزع حبوب اللقاح؛ في أسرة النبات هذا (الاروم)، معظم النباتات رائحتها مثل الروث والجيف، هذا النبات خصيصا من الممكن أن تشبه رائحته رائحة الفاكهة المتعفنة أيضًا.

## تسمم
يعتبر اللوف الفلسطيني سامًا، حتى عند تناول جرعات قليلة منه، تقليديًا يعتبر السبب من وراء التسمم عند أكله هو أملاح الأكسالات، ولكن هذا غير مؤكد. 

تشمل الأعراض الناتجة عن التعرض للنبات هذا أو أكله وهو نيء؛ تهيج الأغشية المخاطية، الشعور باحساس حارق، واستهلاك جرعات أكبر منه يسبب الغثيان والإسهال والتشنج. إذا مس هذا النبات جلد الإنسان، من الممكن أن يسبب تهيجًا، لذا؛ غالبًا ما يتم التعامل معه مع توخي الحذر أو باستخدام قفازات.

## تاريخ
شوهدت رسومات منقوشة لأنواع مختلفة من نبات اللوف في معبد تحتمس الثالث في الكرنك (مصر)، وتظهر الرسومات هذه النباتات عندما تم إحضارها من كنعان في عام 1447 قبل الميلاد. ذكر النبات هذا في المشناه، حيث تم وصف خطوات زراعته وطرق استخدامه كغذاء.

وصف ثاوفرسطس ضرورة غسل الجذور والأوراق قبل تناولها عن طريق عملية الترشيح، وذلك في مجموعة أعماله التي تدعى «التحقيق في النباتات».

## الاستخدامات
طعام

في مطبخ الشرق الأوسط، يتم قطع الأوراق وطهيها جيدا مع الليمون أو حماض. كما انها تستخدم في إعداد الحساء.

يتم استهلاكه عادة مع الخبز المسطح أو البرغل، ويُقال أن له مذاقًا شبيهًا بطعم السلق.
```
 
```

 الطب التقليدي 

في الطب التقليدي عند العرب في فلسطين، تم استخدام مستخلص اللوف الفلسطيني لعلاج السرطان والديدان المعوية، والالتهابات في الجروح المفتوحة والانسدادات في المسالك البولية وحصى الكلى، ويعتقد أنها تقوي العظام.:331 استخدمه اليهود في العراق تقليديا لعلاج الديدان، القروح الجلدية، مرض الزهري، الروماتيزم، السل والإسهال. كما تم استخدامه للسعال والإمساك. 

أظهرت بيانات علم النباتات الشعبي أنه تم الإبلاغ عن اللوف الفلسطيني كأحد النباتات الأكثر استخدامًا في الضفة الغربية، حيث اجاب أكثر من نصف المجيبين بانهم يستخدمون هذه النبتة. 

 التطورات الأخيرة 

في مراجعة حديثة لكتابه، " Killing Cancer - Not People"، (ترجمة اسم الكتاب: قتل السرطان وليس قتل البشر)، يذكر الكاتب روبرت ج. رايت استخدام إحدى شركات المكملات الغذائية اللوف الفلسطيني في أحد منتجاتها.

## مرادفات للاسم العلمي
- (باللاتينية: Arum magdalenae Sprenger)
- (باللاتينية: Arum sanctum Dammer)